# Placy
Placy is een plaats en voormalige gemeente in het Franse departement Calvados in de regio Normandië. De plaats maakt deel uit van het arrondissement Caen en telt 132 inwoners (2004).

## Geschiedenis
Cesny-Bois-Halbout fuseerde op 1 januari 2019 met Acqueville, Angoville, Cesny-Bois-Halbout en Tournebu tot de commune nouvelle Cesny-les-Sources.

## Geografie
De oppervlakte van Placy bedraagt 5,4 km², de bevolkingsdichtheid is 24,4 inwoners per km².
De onderstaande kaart toont de ligging van Placy met de belangrijkste infrastructuur en aangrenzende gemeenten.

## Demografie
Onderstaande figuur toont het verloop van het inwonertal (bron: INSEE-tellingen).
Vanwege een beveiligingsprobleem met de MediaWiki Graph-software is het momenteel niet mogelijk deze grafiek weer te geven. Zodra de software is bijgewerkt zal de grafiek vanzelf weer zichtbaar worden.
Acqueville · Angoville · Cesny-Bois-Halbout · Placy · Tournebu